# Termología

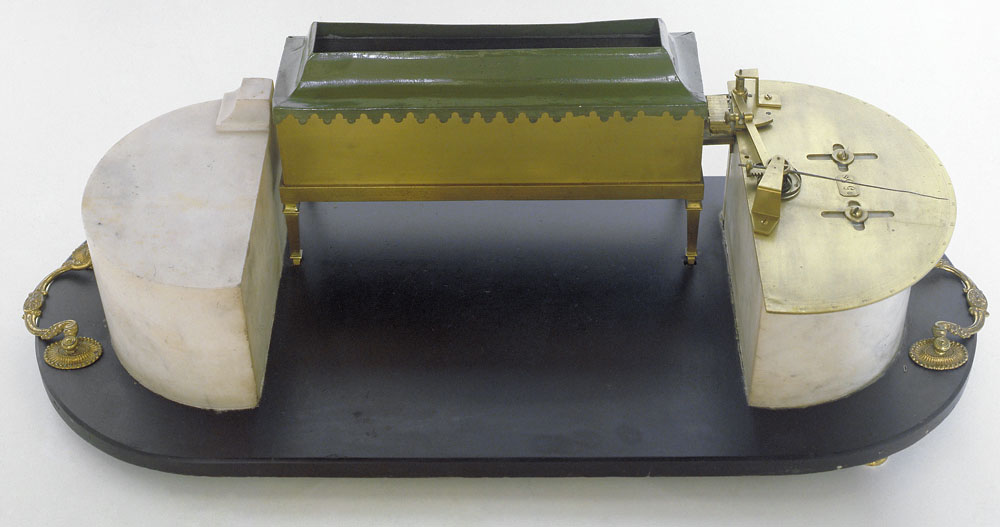
Pirómetro en el Museo Galileo en Florencia

La termología indica generalmente el estudio de la física inherente en la naturaleza y de los efectos del calor.
Por ejemplo, son parte de termología y termometría (medición de la temperatura) y calorimetría (medir la cantidad de calor involucrado en diversos fenómenos)..
Los orígenes de la termología se remontan al siglo XVIII, cuando la naturaleza energética del calor se definió por primera vez como una sustancia calórica. El tratamiento de la propagación del calor en termología es de naturaleza clásica y no considera los efectos cuánticos como transporte debido a los fonones. La termología encuentra una aplicación importante en la medicina porque realiza métodos diagnósticos de tumores no invasivos mediante el estudio de la vascularización de los tejidos.